# National Independence Party
Die National Independence Party (Kurzbezeichnung: NIP), auch New Independence Party, war eine politische Partei in Ghana, die sich in der Tradition des ersten ghanaischen Präsidenten Kwame Nkrumah sah.

## Geschichte
Nach dem Verfassungsreferendum im April 1992 löste die vierte Verfassung Ghanas die Herrschaft des Provisional National Defence Council (PNDC) ab. Diese demokratische Verfassung stellte politische und Bürgerrechte wie die politische Vereinigungsfreiheit, die Meinungsfreiheit und die Selbstbestimmungsfreiheit wieder her, die unter der Herrschaft der Militärjunta nicht bestanden hatten. Zwischen Mai und November 1992 wurden neben der National Independence Party insgesamt zwölf weitere Parteien neu gegründet (DPP, EGLE, GDRP, NCP, NDC, NGI, NJP, NPP, NSP, PHP, PNC, PPDD).
Bei der Präsidentschaftswahl im November 1992 trat der Multimillionär und Industriemagnat Rev. Dr. Kwabena Darko als Kandidat für die National Independence Party an. Dabei erreichte er als viertstärkster Kandidat 2,86 Prozent der Stimmen, während der ehemalige Militärdiktator Jerry Rawlings (NDC) die Wahl mit absoluter Mehrheit für sich entschied. Potentielle NIP-Präsidentschaftskandidaten waren auch George Hagan und Daniel Augustus Lartey gewesen. Gemeinsam mit NPP, PHP und PNC boykottierte die Partei die Parlamentswahl im Dezember 1992 und begründete diese Entscheidung mit der Einschüchterung eigener Parteimitglieder und Unterstützer durch die Regierung im Zuge der Präsidentschaftswahl und der Verweigerung einer Überprüfung des Wählerverzeichnisses.
Im Dezember 1993 fusionierte die NIP mit den ebenfalls nkrumahistischen People’s Heritage Party (PHP) und Popular Party for Democracy and Development (PPDD) zur neuen People’s Convention Party (PCP). Damit ist die National Independence Party eine Vorgängerin der heutigen Convention People’s Party (CPP).